# 영 던다스 스퀘어

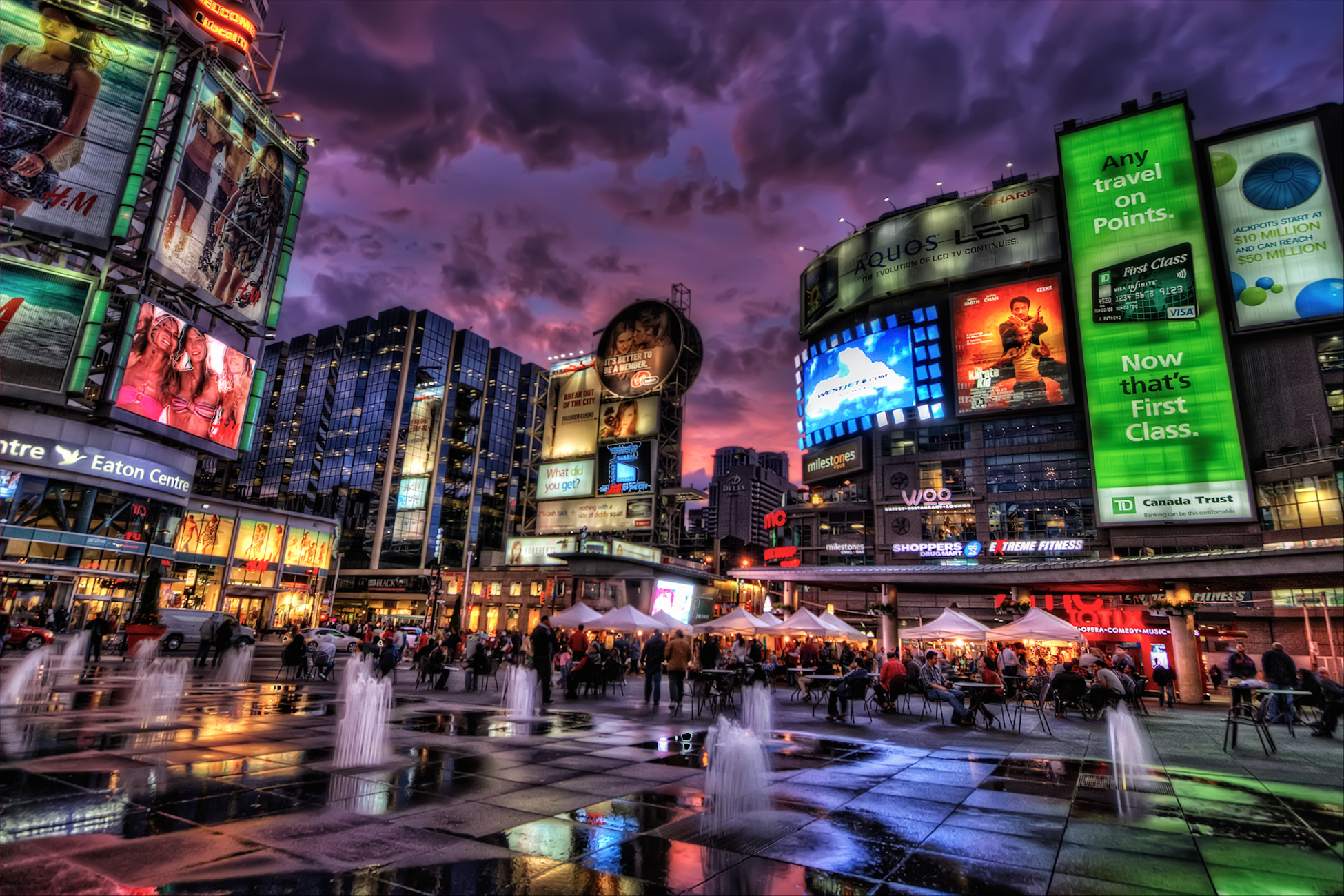
영 던다스 스퀘어

영 던다스 스퀘어(영어: Yonge-Dundas Square)는 토론토에 있는 광장으로, "토론토의 타임스 스퀘어"라고 불린다.

## 같이 보기
- 시부야 스크램블 교차점
- 타임스 스퀘어